# Pothyne combreti
Pothyne combreti är en skalbaggsart som beskrevs av Gardner 1930. Pothyne combreti ingår i släktet Pothyne och familjen långhorningar. Inga underarter finns listade i Catalogue of Life.